# Château de Mercuès
Le château de Mercuès est située dans le département du Lot et la région Occitanie sur la commune de Mercuès, il a été pendant 7 siècles la résidence d'été des comtes-évêques de Cahors. C'est aujourd'hui un hôtel Relais & Châteaux, un restaurant gastronomique une étoile au Guide Michelin et un vignoble en AOC Cahors. Il occupe un site classé au-dessus de la rive droite du Lot.En 1942

## Historique

### DuVIIeauXVIIIesiècle
Dans le livre  consacré au château de Mercuès par l’abbé Boulade, ancien directeur d’une école libre à Toulouse, membre de la Société des Études du Lot, l'auteur indique :
« Il est parlé de ce lieu célèbre dans la vie de saint Didier, vénéré dans le Quercy sous le nom de saint Géry, qui vivait au VIIe siècle, il y est désigné sous le nom de Camp de Mercure ; ce qui pourrait laisser supposer qu’il y avait un fort, mais ce n’est qu’une simple conjecture, car il n’y avait pas les forts dans tous les camps. Cependant, comme les parties les plus anciennes du bâtiment actuel ne remontent guère au-delà du XIIIe siècle, on peut en attribuer la construction aux évêques de Cahors, surtout si l’on remarque que ce devait être une redoutable forteresse ; c’était en quelque sorte la sentinelle avancée de la cité, et il n’est pas étonnant que le château de Mercuès ait joué un grand rôle dans les longues guerres qui ensanglantèrent, au Moyen Âge, tout le midi de la France. » Il est probable que les évêques de Cahors, pour protéger la cité, qui était confiée à leur garde contre les attaques, soit des Anglais, soit des bandes de routiers qui désolaient les campagnes et rançonnaient même les villes, firent construire ce château fort. Il ne faut pas oublier que ce fut par le soin de ces prélats que fut élevée l’enceinte de Cahors, dont une partie subsiste encore ; et comme par sa position, Mercuès était presque inexpugnable, qu’il défendait les approches de la ville, et commandait la vallée du Lot, ils voulurent sans doute ajouter de nouvelles fortifications à celles qu’ils venaient d’élever. Les évènements du XIVe et du XVe siècles ne tardèrent pas à montrer quels services les évêques venaient de rendre à la cause l’indépendance du pays." (...) » Après 1793, il changea plusieurs fois de maître. Mgr Balthazard Cousin de Grainville en devint aussi possesseur. Après sa mort, le château redevint une propriété particulière, et resta presque inhabité. Vers la fin de son épiscopat, en 1861, Mgr Bardou l’acquit de M. Lacoste-Lacroux, y exécuta d’importants travaux et le donna par testament au petit séminaire de Monfaucon, qui l’a vendu à Mgr Grimardias. Ce prélat, ami des arts, a voulu rendre à cet édifice sa première splendeur et son ancienne destination. »
Il est vrai que de nombreux documents officiels des évêques furent expédiés de ce château. Ainsi, le 9 juin 1666, l'évêque, baron et comte de Cahors, Nicolas Sevin, fit sortir son mandement du Grand Pardon de Rocamadour, après avoir « Donné dans notre château de Merquès ».

### DuXIXeauXXIesiècle
Le château resta ainsi jusqu'à la Loi de séparation des Églises et de l'État de 1905 où il devint la propriété de l'État français. Un an plus tard, ce dernier le revendit à un médecin, Jean-Louis Faure, qui en fit sa résidence.
Le 27 décembre 1913, le domaine de Mercuès de 20 hectares devient un site classé à caractère artistique.
En 1939, le professeur Faure prête son château à l'artiste Yvonne Lévy-Engelmann, qui va y résider et, sous l'égide de l'Œuvre israélite des séjours à la campagne (OSC), gérer l'hébergement dans le Lot d’enfants juifs fuyant la zone occupée. D'abord hébergés au château puis relogés à Espère, plus de 80 enfants juifs seront ainsi protégés jusqu'en 1943. Jean-Louis Faure est également impliqué dans la collaboration, et dans le même temps, son château de Mercuès sert aux officiels de Vichy de « centre de civisme » pour jeunes hommes. Mais le 22 novembre 1942, une rencontre y a lieu entre Guillaume de Tournemire et Georges Lamarque actant le ralliement à la résistance (via le réseau Alliance) des Compagnons de France, jusqu’alors mouvement de la jeunesse vichyste (une plaque est toujours apposée dans le domaine qui commémore l’événement),. 
Le 15 septembre 1947, les façades et les toitures furent inscrites au titre des Monuments historiques. Peu après, les deux filles du médecin héritèrent du château et décidèrent d'y ouvrir un restaurant. Le château de Mercuès devint pour la première fois un lieu d'accueil du public, destination qu'il a gardé sans discontinuer jusqu'à présent.
En 1966, Georges Héreil devint le propriétaire du château. Après quelques investissements, il transforma l'auberge des filles Faure en restaurant gastronomique et en centre de stage pour l'entreprise Chrysler France, dont il était devenu le président entretemps.
Après sa mort en 1979, la succession pour le château se trouva être difficile et la justice dut intervenir. Une mise aux enchères s'ensuivit, elle regroupa des acquéreurs potentiels dont Alain Delon. Pourtant, le tribunal donna la préférence à Georges Vigouroux, vigneron négociant de la région, dont le projet de maintenir l'hôtel restaurant et de restaurer le vignoble du château avait un réel impact économique et social sur Cahors et ses environs.
Depuis ce temps, la famille Vigouroux propose au château de Mercuès un hôtel Relais & Châteaux, un restaurant et des vins issus des propriétés.

## Galerie

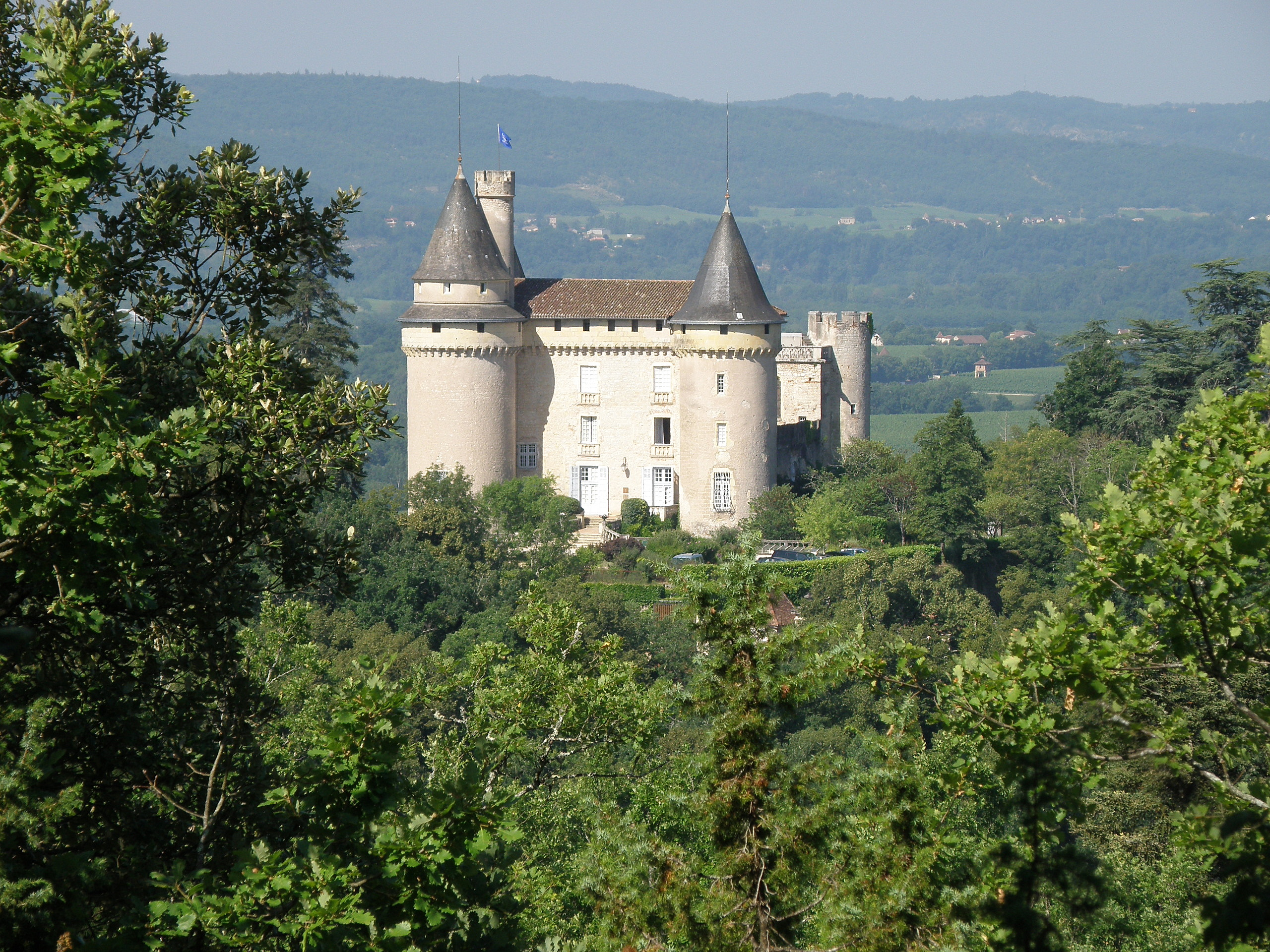
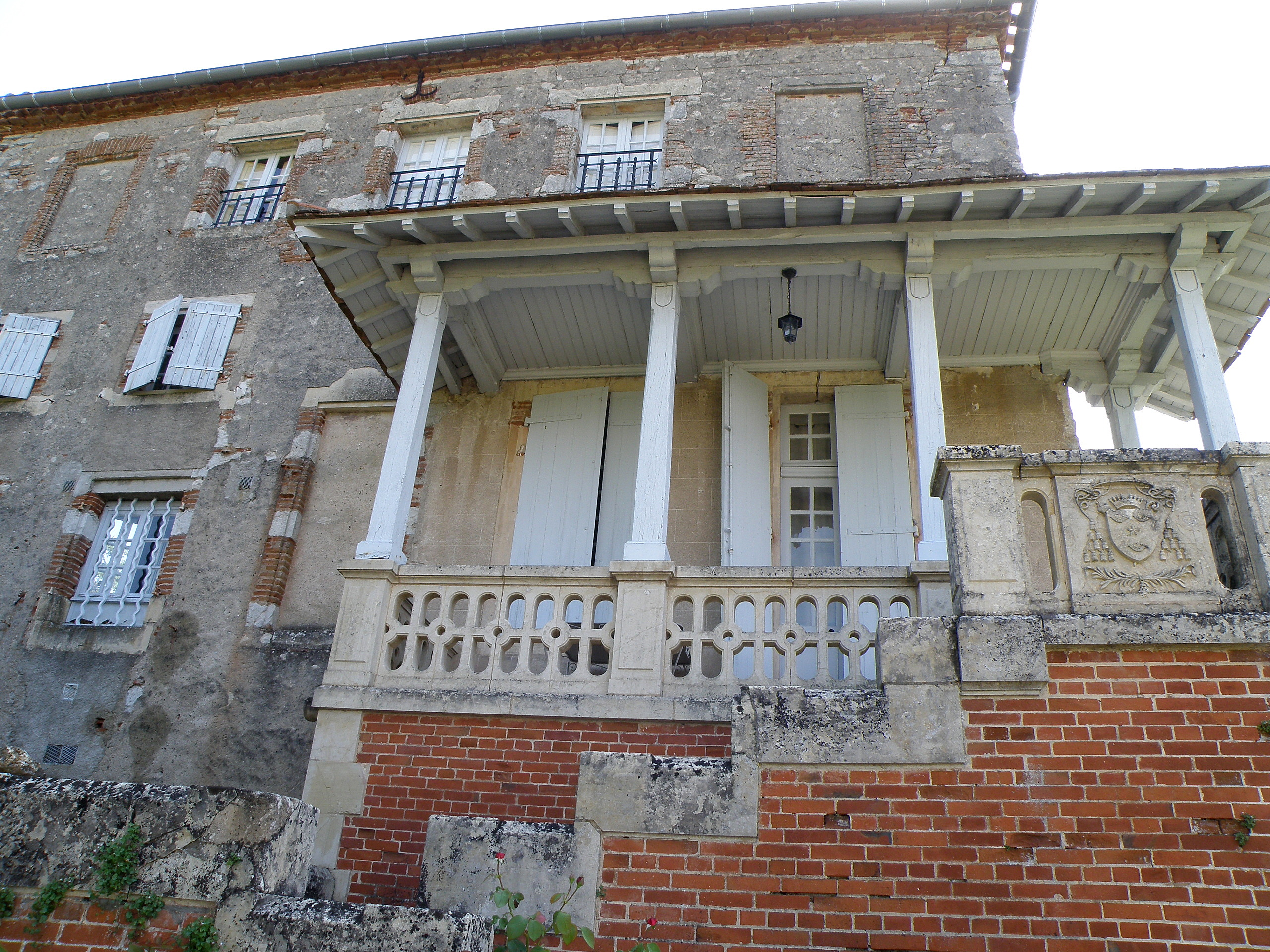

## Le Relais & Châteaux
Georges Héreil a décidé de participer à l'aventure Relais & Châteaux dès sa création en faisant adhérer le château de Mercuès. Le temps lui a donné raison puisque ce réseau est devenu une référence internationale et que le château possède maintenant 4 étoiles.
Aujourd'hui, le Château de Mercuès propose 24 chambres et 6 suites qui ont chacune la particularité d'être décoré en fonction d'une époque de l'histoire. On retrouve ainsi la chambre style Louis XVI, la chambre style Louis XIV, la chambre Art déco... Notons également le parquet classé de la chambre de "l’Évêque", dans lequel est incrusté un cadran solaire en face de la fenêtre pour donner l'heure à son hôte dès le réveil.

## Le château viticole

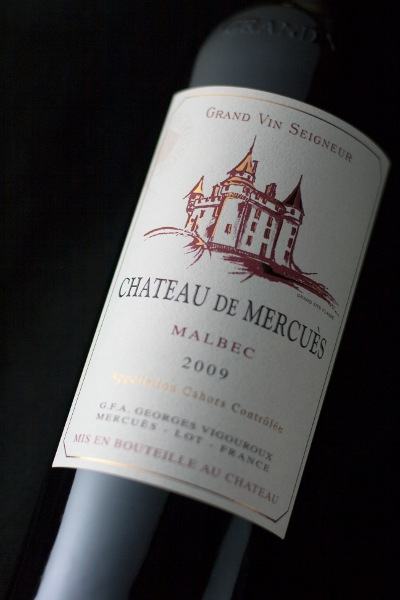
La Cuvée Grand Vin Seigneur du Château de Mercuès

### Le vignoble
Le vignoble de 35 hectares s'étend sur les communes de Caillac et de Mercuès dans un terroir argilo-calcaire propice à la production de vin. D’un encépagement traditionnel pour l’appellation Cahors, il se compose en grande majorité de Malbec (ou Côt) et dans une moindre mesure de Merlot et de Tannat. En outre, le château compte quelques parcelles de Chenin pour la production d'un vin blanc moelleux.
Une des particularités des vignes réside dans la forte densité de plantation des ceps, soit 6666 pieds à l'hectare, ce qui permet d'obtenir des vins concentrés pouvant vieillir de nombreuses années.

### Les vins
La gamme de vin proposée comprend 4 vins rouges et un blanc moelleux.
- Le Vassal de Mercuès : second vin du château, il se compose à 100 % de Malbec.
- Château de Mercuès - Grand Vin Seigneur : il est un assemblage de Malbec, Merlot et Tannat.
- Cuvée Prestige 6666 : son nom fait référence à la densité de plantation des vignes. Fait à 100 % de Malbec.
- Icône de Mercuès : ce vin rouge 100 % Malbec a été créé depuis le millésime 2009.
- Chenin de Mercuès moelleux : vin blanc moelleux produit à partir des parcelles de Chenin.
- Chenin de Mercuès sec : vin sec moelleux produit à partir des parcelles de Chenin.

## Le restaurant
Une étoile au Guide Michelin, le restaurant prend place dans l'ancienne salle-à-manger des Comtes-Évêque de Cahors. Pouvant accueillir jusqu'à 100 personnes, les menus mettent en lumière la gastronomie lotoise : la truffe, le safran et le Malbec.